# Glyptothorax plectilis
Glyptothorax plectilis är en fiskart som beskrevs av Ng och Renny Hadiaty 2008. Glyptothorax plectilis ingår i släktet Glyptothorax och familjen Sisoridae. Inga underarter finns listade i Catalogue of Life.